# Calomarde, Tây Ban Nha
Calomarde là một đô thị trong tỉnh Teruel, Aragon, Tây Ban Nha. Theo điều tra dân số 2005 (INE), đô thị này có dân số là 73 người.